# Estação Manhattan Transfer
Manhattan Transfer foi uma estação de transferência em Harrison, Nova Jérsei, a leste de Newark. 14,2 km a oeste da Penn Station de Nova Iorque na linha principal da Pennsylvania Railroad (PRR), atualmente o Corredor Nordeste da Amtrak. A parada operou de 1910 a 1937 e consistia de duas plataformas de 340 m de comprimento, cada uma de um lado da linha. Também era servida pela Hudson and Manhattan Railroad. Não haviam entradas ou saídas para pedestres na estação, já que sua única função era permitir que passageiros trocassem de trens.

## Demanda e operação

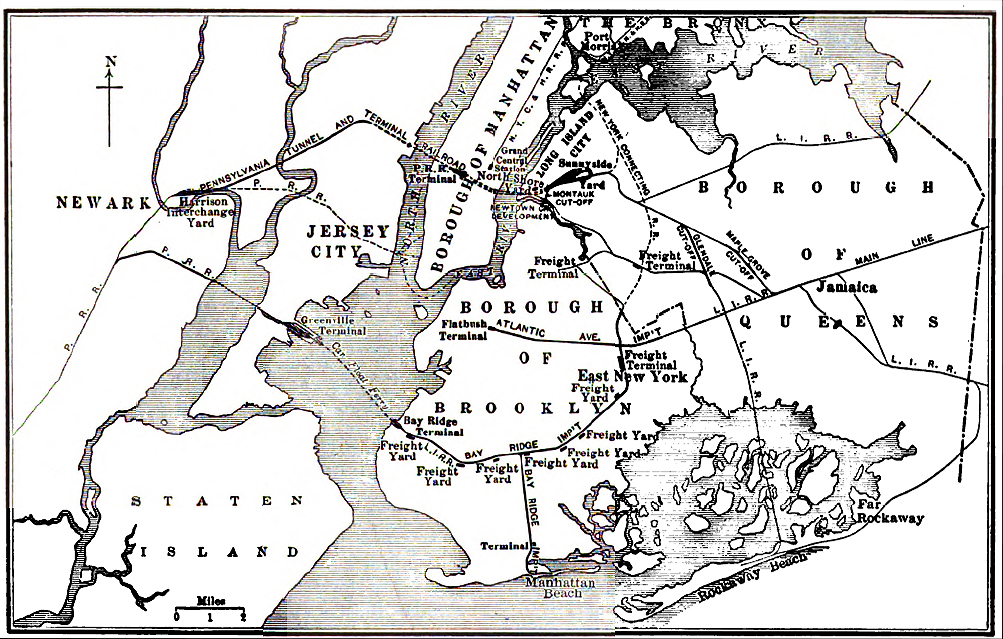
Mapa de 1912 mostrando as linhas da PRR na orla de Nova Jérsei e a recém-construída extensão de túneis. Trocas de equipamentos eram feitas no pátio de transferências Harrison, onde passageiros também podiam mudar de trem

Até 1910, nenhuma das ferrovias que passavam por Nova Jérsei para chegar na cidade de Nova Iorque cruzavam o rio Hudson, mas tinham terminais da orla do rio, onde passageiros embarcavam em balsas. A Pennsylvania Railroad não era exceção, seus trens paravam em Exchange Place em Jersey City.:41
Em 27 de novembro de 1910, a PRR abriu sua nova linha, a extensão dos túneis de Nova Iorque, um ramal da linha original 3,2 km a leste de Newark. A rota da linha ia do nordeste pelos prados de Jérsei até um par de túneis sob o rio Hudson para a Penn Station de Nova Iorque. A nova linha incluía a estação Manhattan Transfer, a oeste da ramificação da linha original. Trens de passageiros com destino à Nova Iorque mudavam na estação Manhattan Transfer de locomotivas a vapor para elétricas, para que pudessem passar pelo túnel.:43 A parada possibilitava transferências; passageiros da linha principal podiam passar pars trens locais para Exchange Place, onde embarcavam em balsas ou usavam a Hudson and Manhattan Railroad para ir até o terminal da 33rd Street em Manhattan, e passageiros de Exchange Place podiam usar os trens da PRR.
A H&M, precursora da PATH, começou a operar trens entre o Hudson Terminal, em Manhattan, e Park Place, em Newark, em 1 de outubro de 1911.:42 Os trens da companhia paravam em Exchange Place, Grove Street, Summit Avenue, Manhattan Transfer e Harrison. Posteriormente, os trens da H&M começaram a parar nas linhas férreas das plataformas da estação Manhattan Transfer, permitindo que passageiros pudessem se transferir de trens com destino à Penn Station. A companhia também levava cartas para trens da PRR, entregando cartas de primeira classe enviadas pelo correio na Church Street.
A H&M encomendou trens MP-38 para operar esse serviço especial, em parceria com a PRR. Os "Vermelhos de McAdoo", como os MP-38 foram apelidados, transitavam apenas entre Manhattan Transfer e Nova Iorque,:43 exibindo os logotipos da PRR e da H&M para mostrar sua parceria. Até 1922, a PRR também tinha um serviço expresso de Manhattan Transfer para a Penn Station, usando seis trens MP-54.
Uma colisão entre dois trens da PRR ocorreu na estação Manhattan Transfer em 27 de outubro de 1921; 36 pessoas foram feridas. A causa do acidente foi a forte névoa que cobria a sinalização ferroviária. Menos de um ano depois, em 31 de agosto de 1922, a névoa causou outra colisão. Desta vez, o acidente foi entre dois trens da H&M; cinquenta pessoas ficaram feridas, oito em estado sério. Outra batida entre duas composições da H&M perto da estação em 22 de julho de 1923 matou uma pessoa e feriu outras 15. Uma colisão entre dois trens da PRR ocorrida em 24 de fevereiro de 1925 matou 3 pessoas e feriu outras 32.

## Declínio
A estação foi construída principalmente porque trens da PRR precisavam de trocar suas locomotivas a vapor por elétricas. Em 1913, o conselho da companhia votou para eletrificar sua linha principal na região de Filadélfia usando catenárias de 11 kV. Essa decisão se deveu à difícil operação na estação Broad Street na Filadélfia, onde trens tinham que entrar e sair do terminal do mesmo lado, e congestionamentos aconteciam frequentemente em razão do longo tempo que as locomotivas a vapor levavam para inverter sua direção.:48–49 As linhas em Manhattan Transfer foram eletrificadas originalmente com terceiros trilhos de 650 V, que eram usadas nos trens elétricos da PRR com destino à Penn Station e Exchange Place, e por composições da H&M entre Park Place e o Hudson Terminal.:52
Em 1928, a PRR e o governo de Newark concordaram em construir uma nova Penn Station na cidade para substituir três estações: Manhattan Transfer, Park Place e Market Street. A nova estação se localizaria 400 metros a sul de Park Place. A H&M seria estendida da Penn Station de Newark por meio de novas linhas férreas pelo rio Passaic, e passageiros da H&M e PRR poderiam se transferir na nova estação em vez de em Manhattan Transfer.

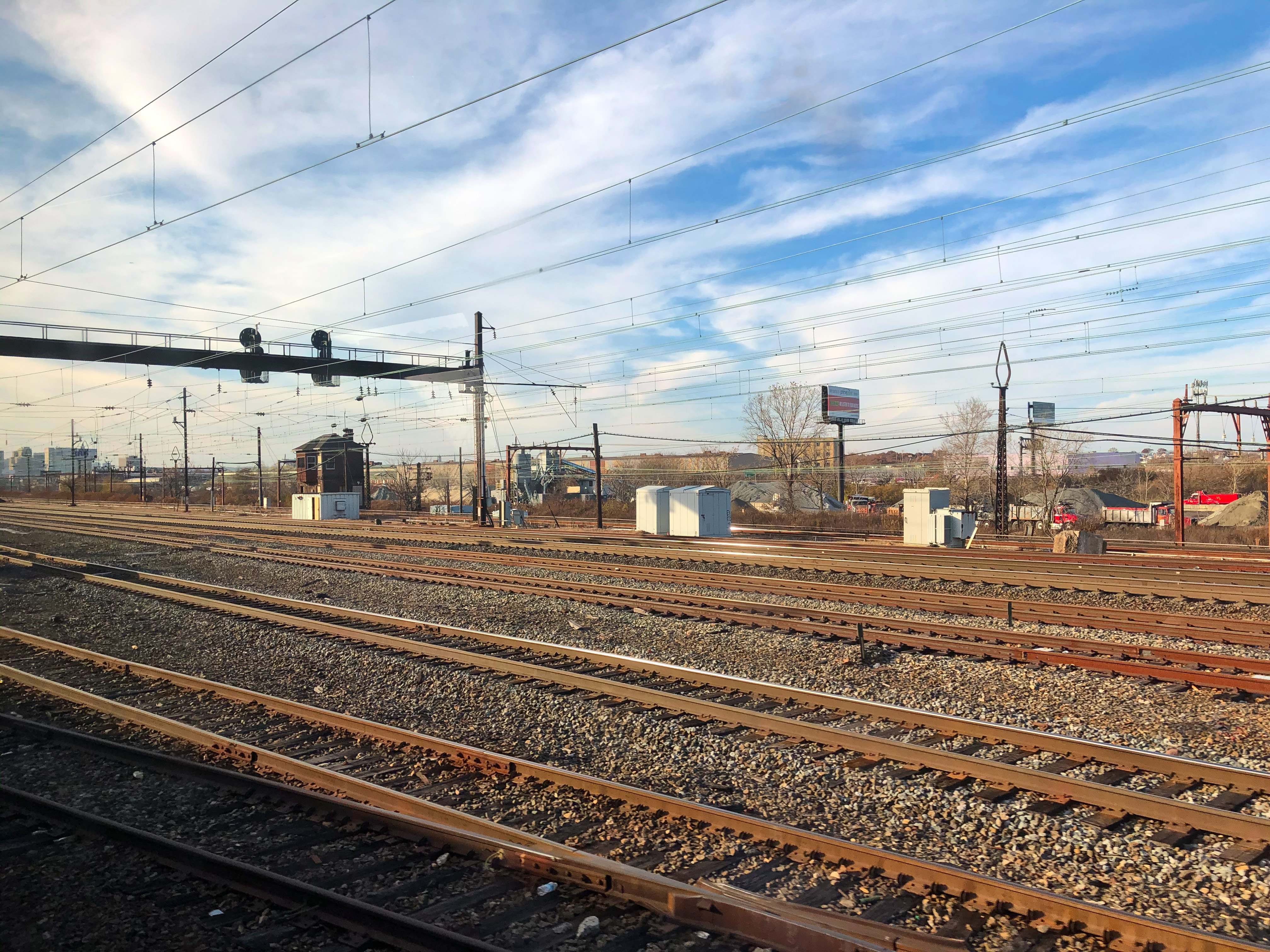
Lugar em que a estação Manhattan Transfer se localizava nos dias atuais

Contratos para a eletrificação das linhas da PRR ao sul de Manhattan Transfer com catenárias de 11 kV foram assinados em 1929. Dois anos depois, em razão de baixas taxas de juros e alto desemprego, o presidente da companhia anunciou planos para acelerar o projeto, com projeções de conclusão em dois anos e meio em vez de quatro. Além disso, novas linhas para a Penn Station de Newark seriam construídos sobre o rio Passaic. Os trens da  PRR com destino à Exchange Place começariam a usar o sistema de catenárias de 11 kV em dezembro de 1932.:52 Num intervalo de dois meses, a companhia terminou a eletrificação da linha principal de Filadélfia até a Penn Station de Nova Iorque ao norte; e ao oeste até Paoli, Pensilvânia. Já em março de 1933, a maioria dos trens da PRR naquele trecho da linha eram puxados por locomotivas elétricas, embora continuassem parando em Manhattan Transfer pela transferência com a H&M.:53 (O ramal para South Amboy continuou a vapor por alguns anos, então algumas mudanças de locomotivas ainda eram feitas na estação.) Por volta de 1940, o terceiro trilho no extremo oeste dos túneis foi removido.:51
Em 20 de junho de 1937, a H&M mudou seu terminal de Park Place para a Penn Station de Newark, e as estações Manhattan Transfer e Park Place foram fechadas. A nova estação permitiu transferências entre a H&M, a PRR, e o  metrô de Newark, e contava com saídas na rua.:53 Manhattan Transfer foi demolida, mas o local das plataformas ainda podia ser visto na década de 1960. O lugar anteriormente ocupado pela plataforma leste foi parcialmente coberto por um pátio para a Central Railroad of New Jersey (CNJ) em 1967. Após a abertura da conexão Aldene, a CNJ começou a operar trens para a Penn Station de Newark, e a companhia armazenava seus trens nesse pátio.:54
A estação Manhattan Transfer se tornou famosa, e seu nome foi usado em outros contextos. Em 1925, John Dos Passos publicou um romance aclamado pela crítica sobre o comércio em Nova Iorque com o nome da parada.:48–49

## Leiaute
A estação consistia de duas plataformas centrais, uma para trens com destino a oeste e uma para aqueles ao leste. Cada uma delas tinha 340 m de comprimento e 8,5 m de largura. A estação propriamente dita tinha quatro linhas férreas, mas várias linhas de desvio a cercavam pelo sul e norte, e passavam por entre as duas plataformas. Os trens da H&M paravam nas linhas interiores.:41 As duas plataformas eram feitas de tijolos, que se deterioraram nos últimos anos.:48
A oeste da estação, as linhas da H&M se separavam para o noroeste e entravam por um viaduto, passando em Harrison antes de parar em Park Place. Os trens da PRR continuavam ao sudoeste.:42 A leste da estação, as linhas da PRR se separavam para o nordeste e continuavam por 13 km até a Penn Station de Nova Iorque, enquanto qua as da H&M se separavam a sudeste por 11 km até Exchange Place antes de entrarem nos túneis de Downtown Hudson para alcançar o Hudson Terminal.:42 Haviam duas torres de AMV perto da estação: Torre N a oeste e a Torre S a leste.
Cada plataforma tinha um letreiro, cada um contendo cerca de vinte placas, indicando destinos comuns, bem como trens. Antes da chegada do próxima trem, um atendente usava uma longa vara para mudar as placas.:47
O único acesso à estação era por trem, sem acesso às proximidades. Foi estimado que 230 milhões de passageiros usaram a estação Manhattan Transfer durante seus 27 anos de operação.:48